# Eurycea lucifuga
Eurycea lucifuga é um anfíbio caudado da família Plethodontidae endémica dos Estados Unidos da América.